# Köllnisches Gymnasium

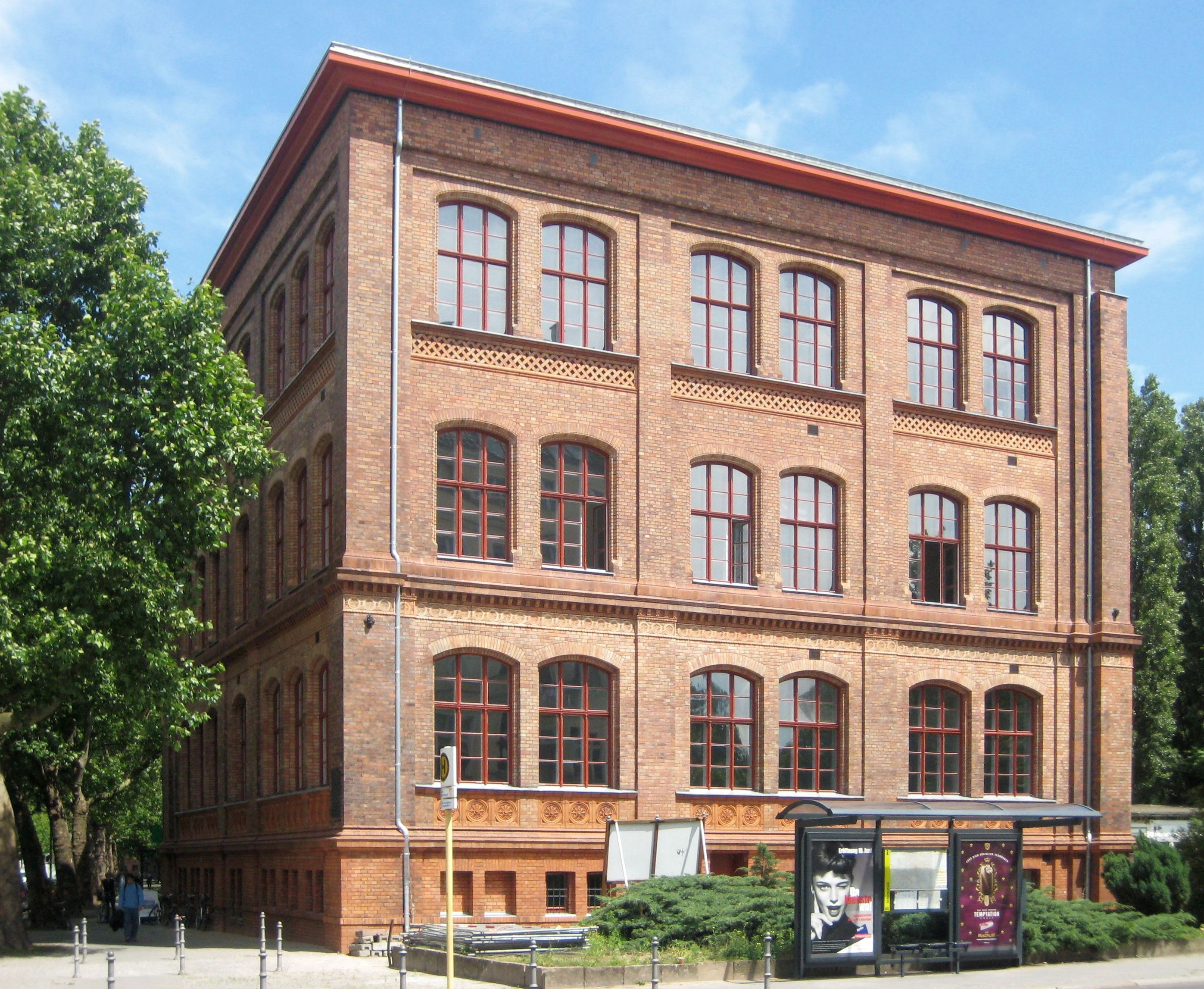
Schulgebäude der Musikschule Mitte, ehemals Köllnisches Gymnasium

Das Köllnische Gymnasium war das erste Berliner Realgymnasium. Das Gebäude der Schule wurde 1868 in der Berliner Vorstadt Neu-Kölln Ecke Insel-/Wallstraße nach Angaben des Stadtbaurats Adolf Gerstenberg vom Stadtbauinspektor Arnold Hanel errichtet. Heute befindet sich die Musikschule Fanny Hensel in dem denkmalgeschützten Baukomplex.

## Geschichte
Bereits im 14. Jahrhundert existierte eine Köllnische Lateinschule am westlichen Spreeufer. Im Jahr 1540 übernahm Heinrich Knaust, ein Schüler von Martin Luther und Philipp Melanchthon, die Leitung dieser Schule. Nach dem Siebenjährigen Krieg wurde 1766 die Oberstufe des Berlinischen Gymnasiums zum Grauen Kloster mit dem Köllnischen Gymnasium zusammengelegt. Die Bildungseinrichtung hieß nun Berlinisch-Köllnisches Gymnasium zum Grauen Kloster.

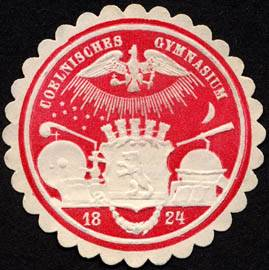
Preußenadler, Berliner Bär und Jahr der Wiedergründung

1824 erfolgte jedoch wieder die Trennung. Die Schüler der Köllnischen Schule nutzten Räumlichkeiten des Rathauses von Kölln. Die Gemeindeverwaltung gab aber wegen steigender Schülerzahlen in den 1860er-Jahren einen Schulneubau in Auftrag und stellte dafür das Grundstück Inselstraße 2–5 zur Verfügung. Zwischen 1865 und 1868 entstand das Schulhaus des neuen Köllnischen Gymnasiums nach Plänen von Adolf Gerstenberg, der zur gleichen Zeit auch den Schulkomplex des Sophiengymnasiums in der Weinmeisterstraße errichtete.
Das neusprachliche Profil der Schule wurde um ein humanistisches erweitert, außerdem wurden spezielle Sportarten wie Fechten unterrichtet. Einst als elitäre Einrichtung gehandelt, wurde sie spätestens in den 1920er Jahren auch den unteren Schichten zugänglich gemacht. Die Bildungseinrichtung bekam nach der Machtübernahme der Nationalsozialisten den Namen Altköllnische Schule. Das Gymnasium wurde 1943 in das Protektorat Böhmen und Mähren verlegt. Schüler, die nicht mitkommen konnten oder wollten, besuchten danach auch Schulen der Berliner Randgebiete.

## Gebäude
Das neue Gebäude wurde im November 1868 feierlich eröffnet. Dazu hatten Paul Schnöpf und Ernst Ferdinand August (Schuldirektor 1827–1868) eine eigene Musik komponiert. Auch Berlins damaliger Bürgermeister Heinrich Philipp Hedemann nahm an der Veranstaltung teil. Gerstenberg hatte einen dreigeschossigen Klinkerverblendbau entworfen, der mit einem Mittelrisalit sowie mit vielfältigen Terrakottaornamenten geschmückt war. An der Seite zum Köllnischen Park wurde ein im gleichen Stil und mit gleichen Materialien gestaltetes Wohnhaus für die Lehrer der Bildungseinrichtung angefügt, jedoch nur zwei Etagen hoch.
Die Schule wurde im Zweiten Weltkrieg schwer beschädigt. Zwei Drittel des Schulgebäudes und die Turnhalle waren zerstört. Das Gymnasium wurde nicht weitergeführt. In den 1950er-Jahren wurden die noch erhaltenen Gebäudeteile vereinfacht repariert und dienten als Sonderschule. Nach der Wende ließ die Bezirksverwaltung umfangreiche Sanierungsarbeiten durchführen und die Musikschule Fanny Hensel zog anschließend in das Schulhaus.
Das Gebäude mit dem angebauten Lehrerwohnhaus steht unter Denkmalschutz.
Verschiedene in der Fassade sichtbare Ziegelstempel verweisen bis heute auf die Herkunft und die manuelle Produktion der verbauten Ziegel.

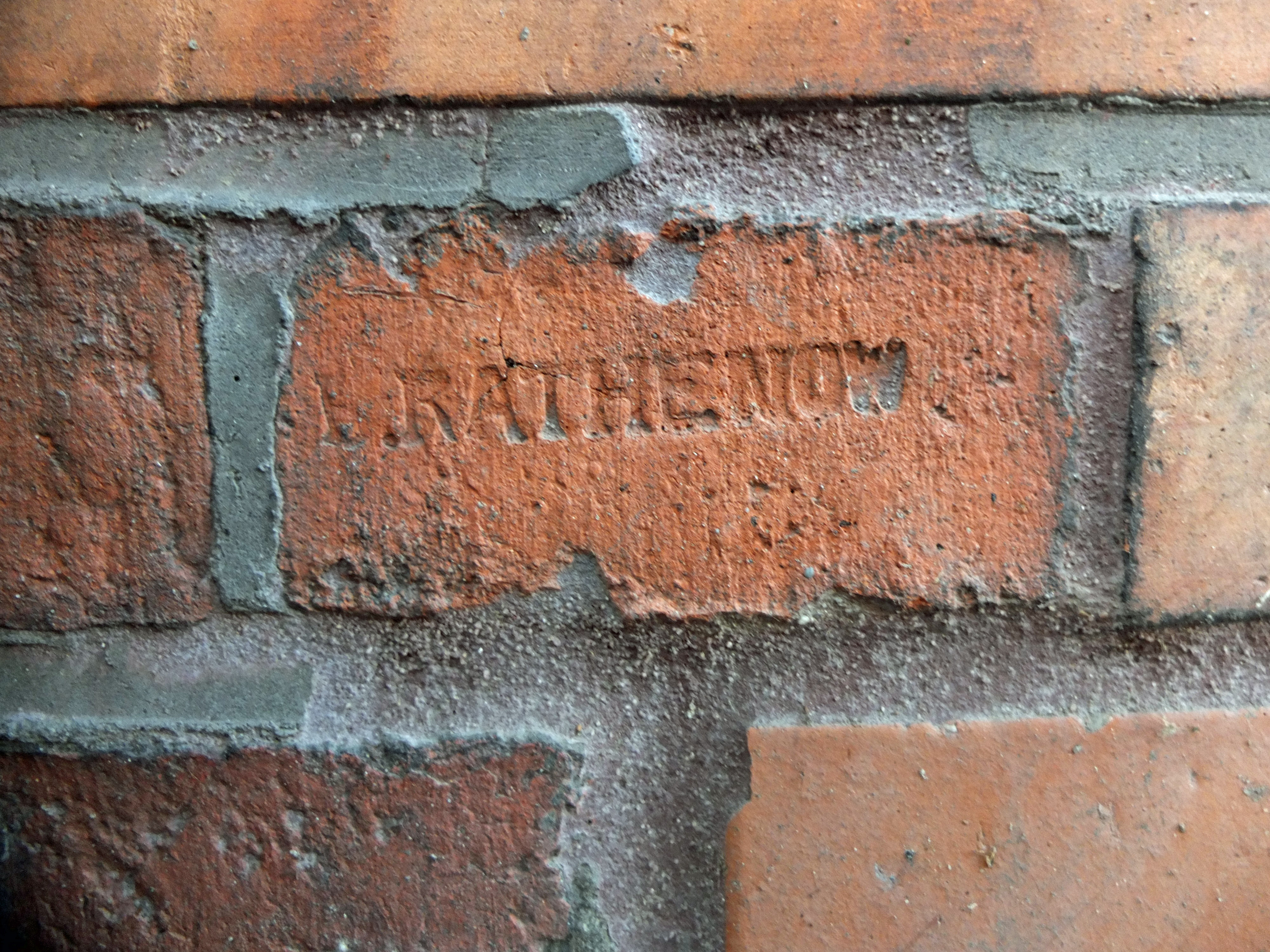
B.RATHENOW
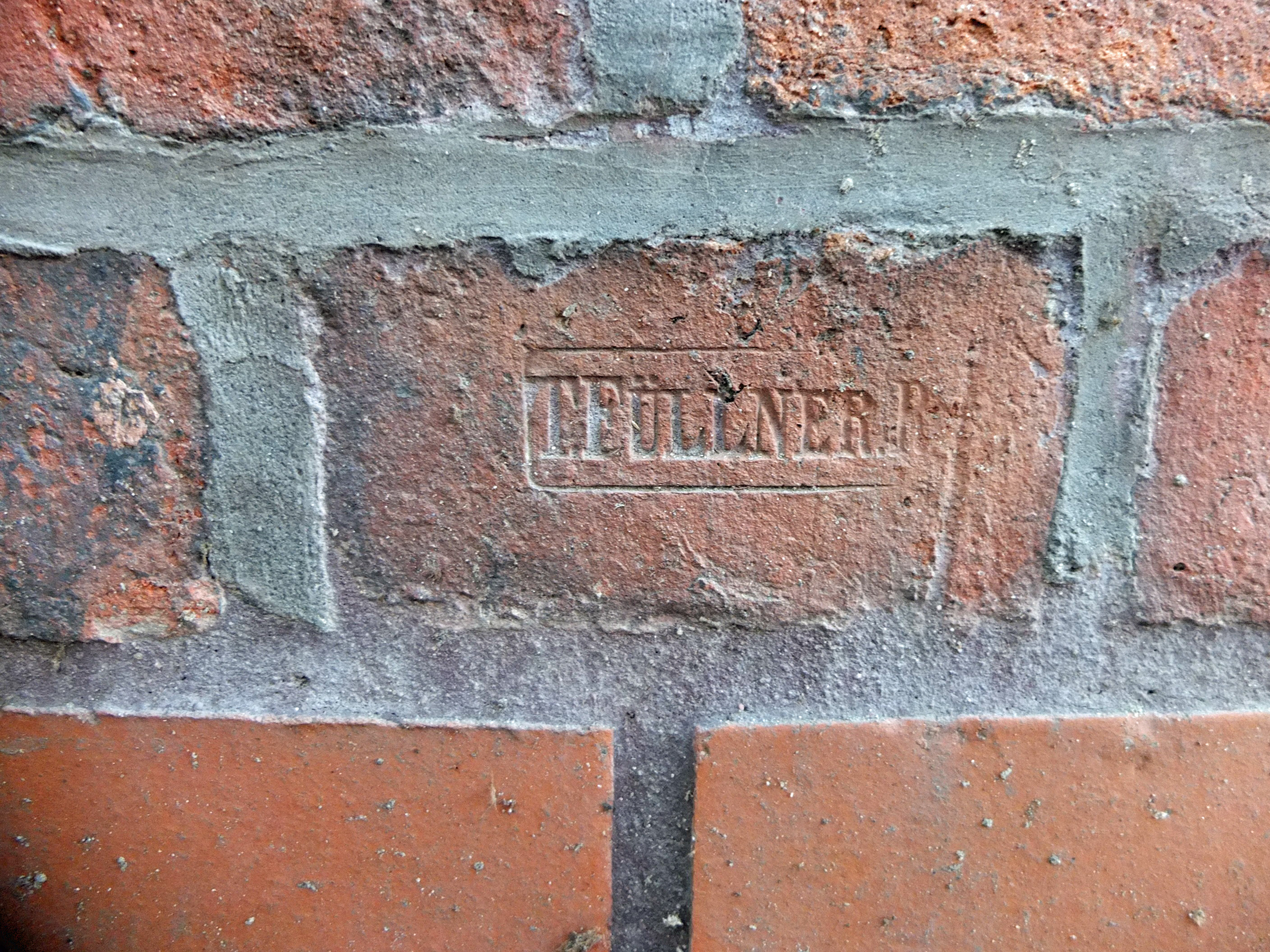
T.FÜLLNER.R.
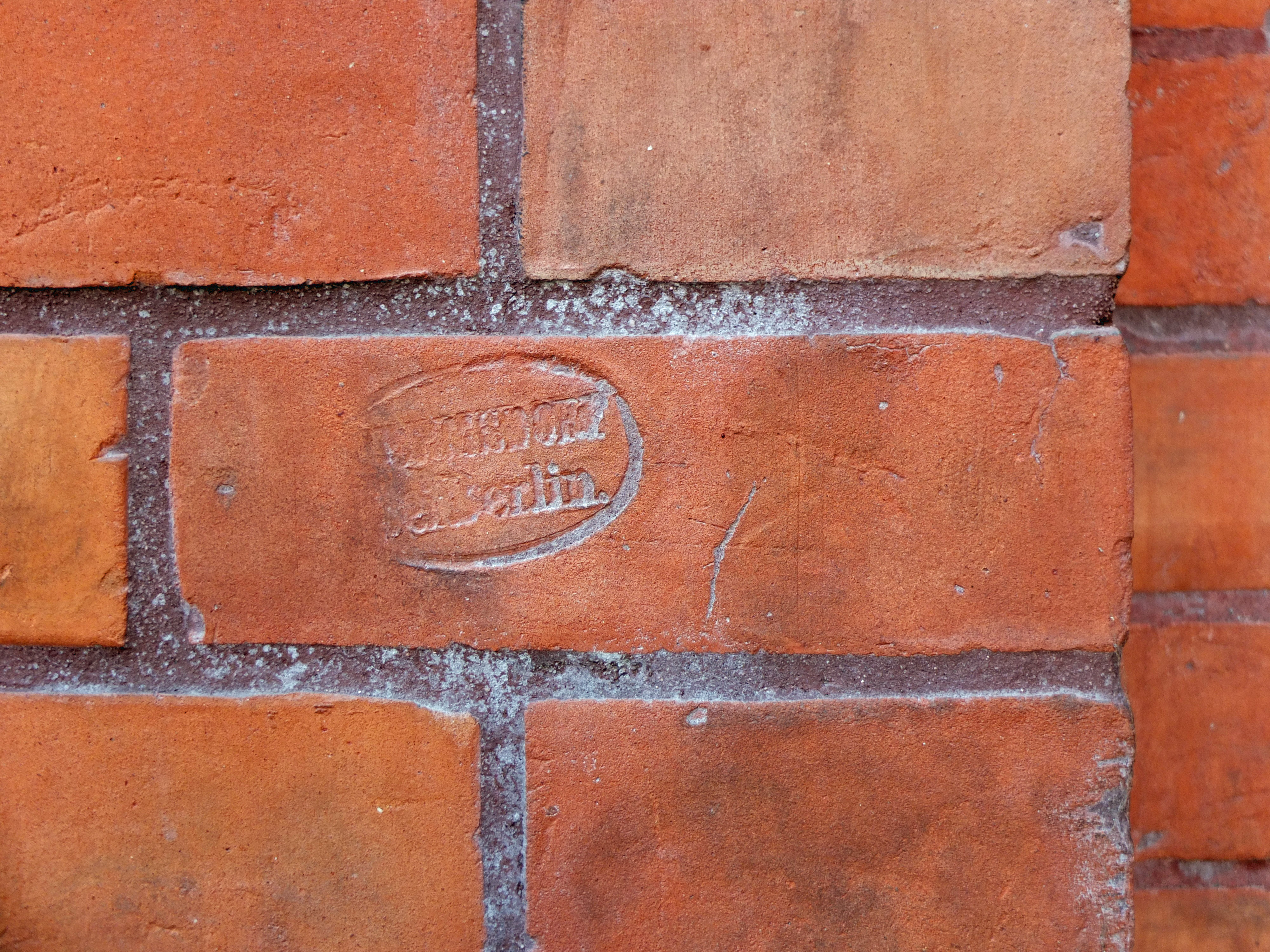
HERMSDORF bei Berlin.

## Lehrer und Absolventen
In alphabetischer Reihenfolge 

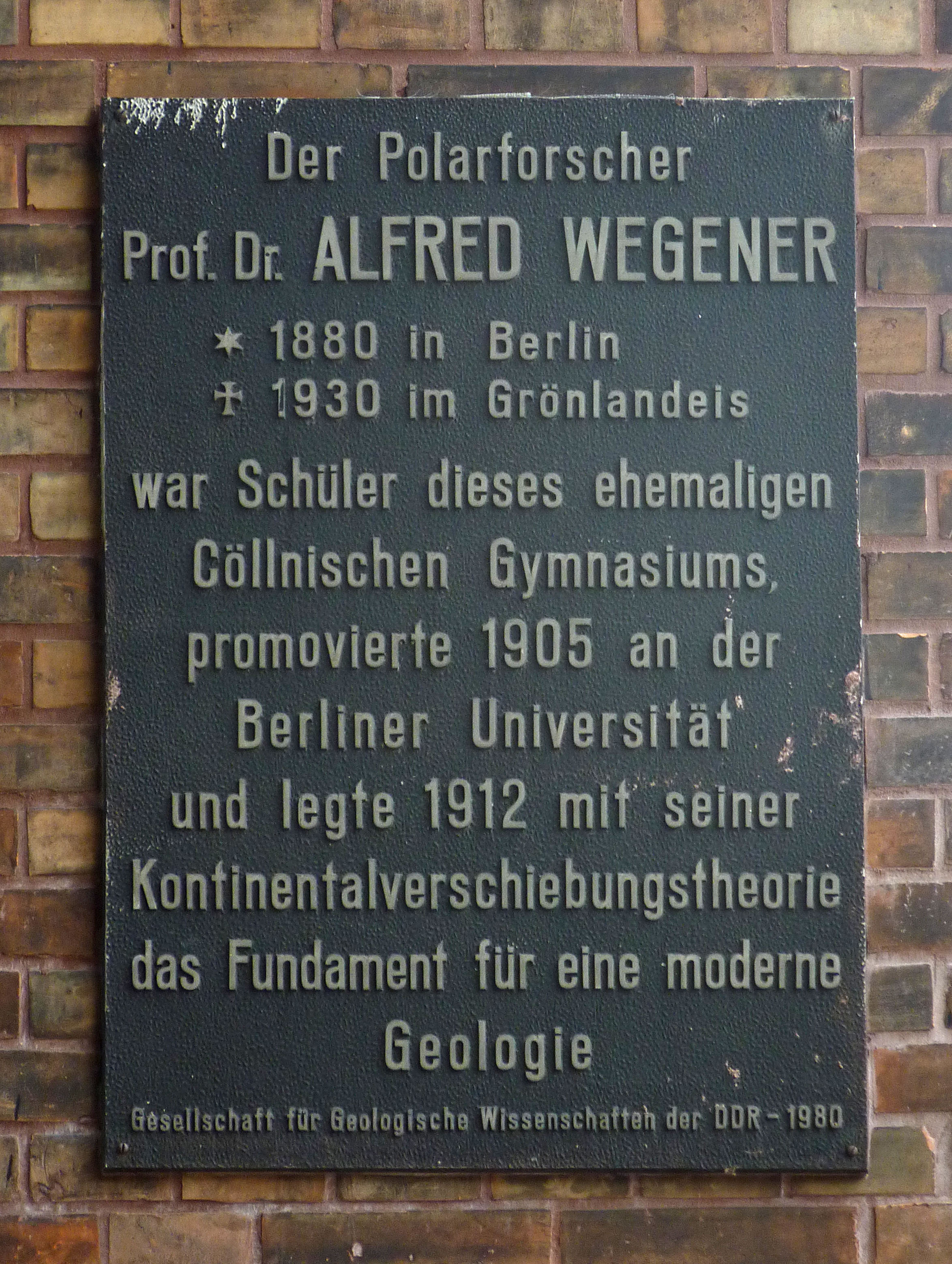
Gedenktafel für Alfred Wegener

- Hermann Aron (1845–1913), Elektrotechniker
- Friedrich August (1840–1900), Mathematiklehrer
- Felix von Bärensprung (1822–1864), Dermatologe[8]
- Theodor Bergmann (1916–2017), Agrarwissenschaftler und Publizist[9]
- Paul Isaac Bernays (1888–1977), Mathematiker
- Heinrich Brugsch, Ägyptologe
- Theodor Brugsch, Mediziner
- Eugen Dühring, Philosoph und Nationalökonom
- Paul Günther, Physikochemiker
- Adolf Gurlt, Bergbauingenieur und Geologe
- Emil Haentzschel, ab 1896 Mathematiklehrer
- Siegfried Kawerau, Lehrer und Schulreformer
- Werner Klemke, Buchgestalter und Grafiker
- Hermann Kohlmetz, Schauspieler, Theaterregisseur und Autor
- Anton Balthasar König, Historiker und Genealoge
- Hermann Krojanker, Unternehmer
- Willi Layh, Schriftsteller und Liedtexter
- Walter Ledermann[10]
- Friedrich Liebau (1926–2011), Chemiker und Professor für Mineralogie und Kristallographie.
- Hermann Maron[11]
- Friedrich Meinecke (1862–1954), Historiker
- Leonor Michaelis, Biochemiker und Mediziner[12]
- Erich Mielke, Politiker[13]
- Karl Philipp Moritz, Professor am Köllnischen Gymnasium im 18. Jahrhundert[14]
- Eugen Pappenheim, Oberlehrer, Altphilologe
- Hans Philipp (1884–1968), Geografiehistoriker
- Gustav Roesicke, Politiker
- Adolf Rosenberg, Kunsthistoriker[15]
- Johann Friedrich Ruthe Oberlehrer, Botaniker[16]
- Julius Schmundt Schüler von 1824 bis 1834, deutscher Militärarzt[17]
- Oscar Ferdinand Siegfried, Gutsbesitzer, MdHdA
- Alfred Wegener, Polarforscher
- Horst Wessel (1907–1930), Sturmführer der SA
- Johann Joachim Winckelmann, Archäologe und Kunstschriftsteller

## Rektoren
- Heinrich Knaust (1520–1580), 1540–1543
- Paul von Eitzen (1521–1598), 1544–1547
- Sebastian Brunnemann († 1579), 1548–1577
- Peter Hafftiz (Petrus Hafftitius, um 1530–1601), 1577–1579
- Jakob Sommerfeld (um 1553–1618), 1579–1585
- Nikolaus Albert, 1585–1586
- Daniel Wehrmann, 1586
- Andreas Geiersberg, 1587–1595
- Samuel Gervesius, 1595–1600
- Martin Greiffenhagen, 1600–1603
- Johann Fischer († 1608), 1603–1608
- Martin Willich, 1609–1612
- Adam Romanus († 1643), 1612–1640
- Samuel Müller († 1674), 1640–1674
- Johann Bödiker (1641–1695), 1675–1695
- Christian Rotaridis († 1723), 1696–1723
- Christian Rubin (1668–1727), 1723–1727
- Friedrich Bake (1686–1742), 1728–1741
- Christian Tobias Damm (1699–1778), 1742–1767
  - Von 1766 bis 1824 war das Köllnische Gymnasium mit dem Berlinischen Gymnasium zum Grauen Kloster vereinigt.
- Valentin Heinrich Schmidt (1756–1838), Mitdirektor 1824–1827
- Ernst Ferdinand August (1795–1870), 1827–1868
- Adalbert Kuhn (1812–1881), 1870–1881
- Franz Kern (1830–1894), 1881–1894
- Heinrich Meusel (1844–1916), 1895–1909
- Hermann Gilow (1852–1922), 1909–1918
- Emil Haentzschel (1858–1948), 1921–1924